# Szerb labdarúgókupa
A szerb labdarúgókupa vagy szerb kupa (hivatalos nevén Lav Kup) a legrangosabb nemzeti labdarúgókupa Szerbiában, amelyet először 2006-ban rendeztek meg. Előtte a jugoszláv és a Szerbia és Montenegró-i kupában szerepeltek a szerb csapatok. A legsikeresebb klub a Crvena zvezda, eddig 8 alkalommal hódította el a trófeát.
A szerb kupa az ország második legrangosabb labdarúgó versenysorozata, a szerb bajnokság után. A kupa győztese jogán Szerbia csapatot indíthat a következő évi Konferencia Ligában.

## Rendszere
A kupa versenykiírását a Szerb labdarúgó-szövetség végzi.

## Eddigi győztesek
| Év      | Győztes       | Eredmény      | Ezüstérmes        |
| ------- | ------------- | ------------- | ----------------- |
| 2006/07 | Crvena zvezda | 2-0           | FK Vojvodina      |
| 2007/08 | FK Partizan   | 3-0           | FK Zemun          |
| 2008/09 | FK Partizan   | 3-0           | FK Sevojno        |
| 2009/10 | Crvena zvezda | 3-0           | FK Vojvodina      |
| 2010/11 | FK Partizan   | 3-0           | FK Vojvodina      |
| 2011/12 | Crvena zvezda | 2-0           | FK Borac Čačak    |
| 2012/13 | FK Jagodina   | 1-0           | FK Vojvodina      |
| 2013/14 | FK Vojvodina  | 2-0           | FK Jagodina       |
| 2014/15 | FK Čukarički  | 1-0           | FK Partizan       |
| 2015/16 | FK Partizan   | 2-0           | FK Javor Ivanjica |
| 2016/17 | FK Partizan   | 1-0           | FK Crvena zvezda  |
| 2017/18 | FK Partizan   | 2-1           | FK Mladost Lučani |
| 2018/19 | FK Partizan   | 1-0           | FK Crvena zvezda  |
| 2019/20 | FK Vojvodina  | 2-2 (bün:4-2) | FK Partizan       |
| 2020/21 | Crvena zvezda | 0-0 (bün:4-3) | FK Partizan       |
| 2021/22 | Crvena zvezda | 2-1           | FK Partizan       |
| 2022/23 | Crvena zvezda | 2-1           | FK Čukarički      |
| 2023/24 | Crvena zvezda | 2-1           | FK Vojvodina      |
| 2024/25 | Crvena zvezda | 3-1           | FK Vojvodina      |

### Dicsőségtábla
| Klub              | Győztes | Ezüstérmes | Győztes évek :                                 |
| ----------------- | ------- | ---------- | ---------------------------------------------- |
| Crvena zvezda     | 8       | 2          | 2007, 2010, 2012, 2021, 2022, 2023, 2024, 2025 |
| FK Partizan       | 7       | 4          | 2008, 2009, 2011, 2016, 2017, 2018, 2019       |
| FK Vojvodina      | 2       | 6          | 2014, 2020                                     |
| FK Jagodina       | 1       | 1          | 2013                                           |
| FK Čukarički      | 1       | 1          | 2015                                           |
| FK Borac Čačak    | 0       | 1          |                                                |
| FK Zemun          | 0       | 1          |                                                |
| FK Sevojno        | 0       | 1          |                                                |
| FK Javor Ivanjica | 0       | 1          |                                                |
| FK Mladost Lučani | 0       | 1          |                                                |

## Lásd még
- Szerb labdarúgó-szuperkupa

## Külső hivatkozások
- Kupadöntők és eredmények az rsssf.com-on (angolul)